# Vallery
Vallery là một xã của Pháp,tọa lạc ở tỉnh Yonne trong vùng Bourgogne-Franche-Comté.

## Hành chính
| Danh sách các thị trưởng               |           |                      |      |         |
| Giai đoạn                              | Giai đoạn | Tên                  | Đảng | Tư cách |
| début 19e siècle                       |           | Armand de Sade Mazan |      |         |
| 2001                                   |           |                      |      |         |
| 2008                                   |           |                      |      |         |
| Tất cả các dữ liệu trước đây không rõ. |           |                      |      |         |

## Thông tin nhân khẩu
| 1962                                                 | 1968 | 1975 | 1982 | 1990 | 1999 |
| ---------------------------------------------------- | ---- | ---- | ---- | ---- | ---- |
| 320                                                  | 355  | 343  | 328  | 384  | 468  |
| Số liệu lấy từ năm 1962: Dân số không tính hai trùng |      |      |      |      |      |